# Талес из Милета
Талес из Милета (грч. Θαλῆς ὁ Μιλήσιος; 624. п. н. е. — 547/546. п. н. е.) био је активан као математичар и као државник, важио је у старом веку за првог јонског свестрано образованог природног филозофа кога су убрајали међу Седам мудраца. Он је први покушао да разноврсност појава сведе на једну једину праматерију — воду. Није сигурно да ли је ово учење изнео у неком спису будући да ниједан аутентичан спис није сачуван. Као математичар познат је по Талесовој теореми. Талесов ученик такође из Милета био је филозоф Анаксимандар, из прве половине 6. века п. н. е.
Многи, а посебно Аристотел, сматрали су га првим филозофом у грчкој традицији, и он је иначе историјски признат као први појединац за кога се зна да се бавио научном филозофијом. Често се назива оцем науке.
Талес је познат по томе што се одвојио од употребе митологије за објашњење света и универзума, те је уместо тога објашњавао природне објекте и феномене нудећи натуралистичке теорије и хипотезе. Скоро сви остали предсократовски филозофи су га следили у објашњавању природе као да произилази из јединства свега заснованог на постојању једне коначне супстанце уместо да користе митолошка објашњења. Аристотел га је сматрао оснивачем Јонске школе филозофије и изнео је Талесову хипотезу да је изворни принцип природе и природа материје једна материјална супстанца: вода.
У математици, Талес је користио геометрију за израчунавање висина пирамида и удаљености бродова од обале. Он је први познати појединац који је користио дедуктивно резоновање примењено на геометрију тако што је извео четири последице Талесове теореме. Он је такође прва особа којој је приписано математичко откриће.

## Биографија
Као што причају Херодот, Дурис и Демокрит, Талесов отац се звао Хексамија, а мајка Клеобулина; припадао је породици Телида, који су Феничани, и међу најугледнијим потомцима Кадма и Агенора. Био је, као што Платон каже, „један од седам филозофа“. Он је први добио надимак филозофа кад је у Атини био архонт Дамасип; после њега је и свих седам филозофа тако названо. Тако каже Деметрије из Фалерона у свом делу Списак архоната. У Милету је добио грађанство кад је тамо дошао са Нилејем, који је био протеран из Феникије. Међутим, већина писаца тврди да је Талес рођени Милећанин и изданак отмене породице.
Бавио се политиком, а после је почео да проучава природу. Према неким подацима, он није оставио ништа написано; јер Наутичка астрологија, која се њему приписивала, дело је, како кажу, Фока са Самоса. Калимах за њега зна да је открио сазвежђе Малог медведа, јер у својим Јамбима он вели: Говорило се да је утврдио звезде Кола, којима се Феничани служе при пловидби.
Превазишао је све остале мудраце многостраношћу своје делатности: био је хидротехничар, наутички инжењер, трговац, политичар, астроном, математичар и филозоф. Ако је и био генијалан практичар (Arist. Polit. Ι 11,1259 а 6), он се једини од седморице мудраца у свом размишљању уздигао изнад сфере обичне користи (Plut. Sol. 3) и тако постао не само непосредни оснивач јонске науке и филозофије него и посредни творац науке и филозофије уопште. Отклањајући све митолошке и теолошке чиниоце, а уводећи природну узрочност и последичност, он је први на рационалан начин учинио покушај да природу (φύσιν) објасни природним путем. Посматрајући поједине предмете, појаве и процесе у природи, органској и анорганској, он је налазио промену, а у тој промени нашао нешто непроменљиво, из чега све произилази и у што се све разрешава, а то је вοда. Као праоснову свега он је, дакле, узео материју која се може емпиријски проверавати, и вода је за њега не само општа праподлога живота него и апсолутни космички принцип, и то зато што без воде нема влаге ни житкости, а без влаге нема хране, живота, ни топлоте. Вода се очевидно мења у пару, снег, лед: тако од воде постаје и све друго и претвара се натраг у воду.
Према подацима других аутора, он је написао само две расправе: О солстицију и О еквиноцију — јер је мислио да се остало не може сазнати. Изгледа да је, према неким ауторима, први проучавао астрологију, да је први предсказао Сунчева помрачења и утврдио равнодневице. Тако тврди Еудем у својој Историји астрологије. (Астрологија значи „проучавање звезда“ и има у Грка само то значење; дакле, исто што и астрономија.) То је био разлог дивљења које су према њему осећали Ксенофан и Херодот. С њиме се слажу и Хераклит и Демокрит.
Неки, међу њима и песник Хоирилос, причају да је он изјавио да су душе бесмртне. Он је био такође први који је утврдио кретање Сунца од солстиција до солстиција, и, према тврђењу неких аутора, он је први утврдио величину Сунца (Сунчевог круга), као и величину Месеца (да износи седамсто двадесети део Сунчевог круга). Он је такође последњи дан у месецу назвао тријакадом (тридесетим), и први је, према некима, расправљао о природи.
Аристотел и Хипија кажу да је и мртвим предметима приписивао да имају душу или живот, доказујући то са магнетом и ћилибаром. Памфила каже да је код Египћана учио геометрију и да је први у круг уцртао правоугли троугао и да је после тога принео вола на жртву боговима.
Други, међу којима је и математичар Аполодор тврде да је то учинио Питагора. Питагора је највише развио учење (које Калимах у свом делу Јамби приписује Фрижанину Еуфорбу) о троугловима и свему што има везе с теоретском геометријом.
Прича се да је установио годишња доба и да је годину поделио на триста шездесет и пет дана. Морнаре је упутио да пазе на Малог медведа, јер он најбоље показује север; прорекао је помрачење сунца од 28. маја 585. (Herod. I 74); за Земљу је сматрао да, као округла плоча, плива на води. У Египту је размишљао о поплави Нила и закључио да „егесије“, тј. годишњи ветрови на Егејском мору, ометају воду да тече у море. Ту је научио и усавршио геометрију. Треба нагласити да Талес стоји на хилозоистичком гледишту: материја је жива, јер су њени делови живи (магнет привлачи извесне предмете зато што је жив). Да је Талес био и политички проницљив, показује његов предлог ο пан-јонском савезу и ο једној јединој скупштини свих Јоњана, која су била у Теју, јер је Теј у средини Јоније (Herod. I 170).
Уопште није имао учитеља, једино што је посетио Египат и дружио се с тамошњим свештеницима. Хијероним прича да је Талес измерио и висину пирамида по њиховој сенци, посматрајући тренутак кад је наша сенка исте дужине као наше тело.
Аполодор у својој Хронологији каже да је Талес рођен прве године тридесет пете олимпијаде (640. п. н. е.). Умро је у старости од седамдесет осам година (или, као што каже Сосикрат, у деведесетој години живота). Умро је педесет осме олимпијаде, као савременик Крезов, коме је обећао да ће прећи реку Халис не градећи мост, тако што је скренуо ток реке.

## Талесове теореме
Талес је познат по томе што се сматра првим Хеленом који је излагао и доказао теореме, те стога и оцем хеленске математике. Приписује му се следећих пет теорема:
1. Пречник полови круг,
2. Углови на основици једнакокраког троугла су једнаки,
3. Наспрамни углови које формирају две праве које се секу су једнаки,
4. Угао уписан у полукруг је прав, и
5. Троугао је одређен једном страницом и угловима налеглим на њу.

Иако многи наводе да је Талес први доказивао теореме, прилично је сигурно да није користио строги логички начин доказивања виђен касније у Елементима већ првенствено цртежима у песку користећи очигледност као најјачи аргумент. Да ли је поред доказа са слике постојао и известан степен дедукције остаје да сумњамо, али у његов утицај на следеће генерације се не може сумњати.

## Неке Талесове изреке
- „Ако заповедаш, управљај самим собом.“
- „Ако је владар једном омражен, онда га његова било добра било лоша дела терете.“
- „Веће је поштовање из даљине.“
- „Најбржи је ум, јер кроз све јури.“
- Ходајући путем Талес је гледао у небо и пао у јаму. Звао је у помоћ и на то му је рекла једна старица: „Е, Талесе, ти ниси у стању да видиш шта ти је пред ногама, а хтио би спознати што је на небу.“
- Талес је говорио да се смрт не разликује од живота. Кад му је приговорено па зашто онда не умре, рекао је: „Баш зато што нема никакве разлике.“
- Како ћемо живети најбоље и најправедније? „Ако не будемо радили оно што другима приговарамо.“
- Човеку који га је питао шта је било пре: ноћ или дан, он је одговорио: „Ноћ је за један дан старија“.
- Шта је тешко?

- Самога себе спознати.
А што је лако?
- Другоме савет давати.